# شينيتشيرو ناكاجيما
شينيتشيرو ناكاجيما (باليابانية: 中嶋 晋一郎) (مواليد 14 سبتمبر 1968)، هو لاعب كرة قدم سابق كان يلعب كلاعب وسط.